# Macroliostylus rufus
Macroliostylus rufus is een keversoort uit de familie mierkevers (Cleridae). De wetenschappelijke naam van de soort is voor het eerst geldig gepubliceerd in 1939 door Pic.